# ATR (飞机制造商)
ATR（法語：Avions de Transport Régional）為一家由意大利的Aeritalia（已併入李奧納多公司）及法國的法國航太（已併入空中巴士集團）合組的飛機製造商，雙方各持有50%股權。ATR成立於1982年，條約規定，公司主席每三年更換一次，由合資雙方輪流擔任。

## 型號
ATR至今為止僅生產了兩種型號的客機：ATR 42及ATR 72，它們均為雙螺旋槳發動機的區域航線客機，采用两人制驾驶舱。ATR 42最高乘客人數為60人，而ATR 72是在前者基础上开发，扩展了机身长度，载客量增加至74人。
ATR 42為起始版本，在1984年8月16日作首飛，同年9月，法國及意大利也對這飛機發出許可證，同年12月還作出了首次的商業飛行。
ATR 72是先建基於ATR 42，然後再加長，加大引擎推力和增加油箱容量。ATR 72就在1985年的巴黎航空展對外公報。在1988年10月27日進行首飛，剛好在一年後（即是1989年10月27日），屬於芬蘭航空的Kar Air成為ATR 72的首個顧客。
在2000年4月，ATR公司交付第600部ATR飛機。原本在ATR公司打算研發78座的ATR 82，但是計劃在1996年就告吹了。
位於意大利拿坡里郊外的工廠負責製造機身及尾翼，位於法國梅里尼亞克的工廠負責機翼的組裝，而飛機的總裝及測試則在法國圖盧茲總廠進行。

## ATR42
共有6個版本：
- ATR 42-200
- ATR 42-300
- ATR 42-320
- ATR 42 Cargo
- ATR 42-500
- ATR 42-600

## ATR72

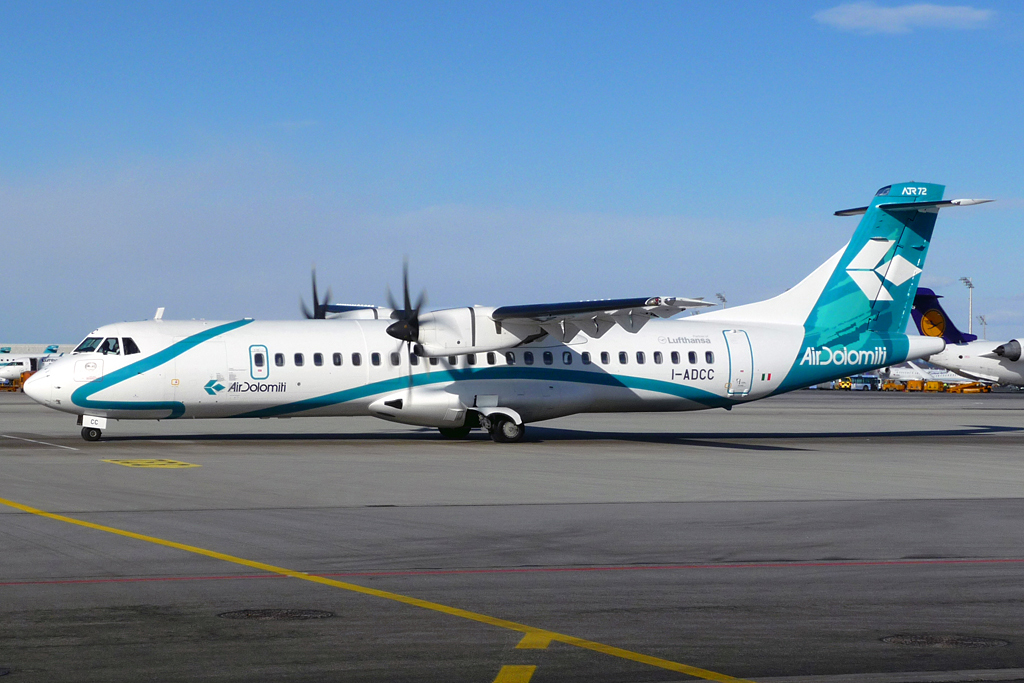
ATR 72-500，Air Dolomiti

共有4個版本：
- ATR 72-200
- ATR 72-210
- ATR 72-500
- ATR 72-600
- ATR 52C
- ATR 72MP ou ASW（軍用）

## 訂單
直至2008年2月，ATR 42有417張訂單，ATR 72有536張訂單，兩型號合共953張，其中757部已交付，大部份為-500系列。現在有73個國家共110間航空公司使用ATR 42及ATR 72。

## 外部連結
- ATR （页面存档备份，存于）